# Дрогт, Хендрик
Хендрик Дрогт (нидерл. Hendrik Drogt; 10 февраля 1920, Авереест — 14 апреля 1944, Схевенинген) — сотрудник голландской полиции во время Второй мировой войны, подпольщик и Праведник мира.

## Сопротивление
Являлся сотрудником Королевской военной полиции Нидерландов в Гротегасте. После оккупации войсками Третьего рейха Королевская военная полиция потеряла свой военный статус и королевскую приставку, а также была объединена с гражданской полицией. В марте 1943 им и его сослуживцам по бывшей военной полиции был передан приказ арестовать евреев во всей провинции Гронинген и конвоировать их до места отправки в концлагерь. Они отказались и были арестованы СД, а затем депортированы в концлагерь Герцогенбуш близ Вюгта. Однако ему удалось бежать и присоединиться к голландскому подполью, где среди прочего помогал членам экипажей самолётов союзников и евреям, скрывая их от преследований оккупационных властей и переправляя в безопасные места. Имел ключевую роль в сокрытии еврейских семей в провинции Гронинген, работал в ночное время, переводя евреев из одного тайника в другой. Также спас жизнь более 100 пилотов союзников, которые были сбиты, помог вернуть их безопасно в Англию. 2 августа 1943 был схвачен гестаповцами и посажен в тюрьму Oranjehotel в Схевенингене. 14 апреля 1944 был казнён фашистами на территории Waalsdorpervlakte.

## Память
Он и его осуждённые коллеги Випке Харм Тимерсма, Джерард Янсен, Якоб Краал, Ян Рикманс, Геррит Ян ван дер Берг, Фокке Ягерсма, Йоханнес Кипперс регулярно пели псалмы, о чём стало известно из письма его сокамерника своей невесте.
На свой 65-й день рождения, был признан героем президентом США Дуайтом Эйзенхауэром, а также правительствами Соединённого Королевства и Нидерландов за его роль в спасении парашютистов в Нидерландах. Поскольку Хенрику Дрогту удалось сбежать после первого ареста за неповиновение оккупационным властям в плане ареста еврейских семей, до 1988 Яд ва-Шем не имел о нём сведений, как о праведнике.